# Everything You Always Wanted to Know About Sex* (*But Were Afraid to Ask)
Everything You Always Wanted to Know About Sex * But Were Afraid to Ask (titulada en Argentina Todo lo que usted siempre quiso saber sobre el sexo, en México Todo lo que usted siempre quiso saber sobre el sexo, pero temía preguntar, y en España Todo lo que usted siempre quiso saber sobre el sexo* pero nunca se atrevió a preguntar) es la cuarta película de Woody Allen como director, y que además escribe y protagoniza. Atrevido y mordaz, el filme está construido como una serie de sketches en los que el director reinterpreta, con un humor visual, los capítulos del libro homónimo del Dr. David Reuben.
La película está escrita como una parodia a este libro y a los que tratan de explicar la psicología del sexo.
Dividida en siete segmentos, la película explora, con el clásico toque de Woody Allen, temas como la seducción, el travestismo, los estudios seudocientíficos de la sexualidad. En este último capítulo, Woody Allen hace una de sus más conocidas apariciones en pantalla, vestido como si fuese un espermatozoide.
Woody Allen demostró su capacidad para trabajar con repartos grandes y llenos de estrellas, faceta que continuará en su carrera subsecuente.
El guion de esta película, original de Woody Allen, fue traducido al español por José Luis Guarner, publicado por Tusquets en 1986 y reeditado posteriormente.

## Segmentos de la película
1. ¿Son eficaces los afrodisíacos?
2. ¿Qué es sodomía?
3. ¿Por qué algunas mujeres no pueden conseguir el orgasmo?
4. ¿Son homosexuales los travestis?
5. ¿Qué es la perversión sexual?
6. ¿Los experimentos sobre el sexo dan resultados satisfactorios?
7. ¿Qué sucede durante la eyaculación?

- Datos: Q499697